# 覺羅逢泰
逢泰（1668年—1735年），字賡阳，爱新觉罗氏，满洲正黄旗人。清朝政治人物，进士出身。

## 生平
康熙三十九年（1700年）庚辰科进士，授庶吉士。康熙四十二年，授翰林院检讨。康熙五十六年，担任陝西學政。后升任翰林院侍讀學士。雍正年间，担任通政使司右通政。雍正十三年，任通政使司通政使。

## 家庭
- 胞兄康熙三十三年（1694年）甲戌科进士覺羅滿保。